# Envias
Envias (italià Envie) és un municipi italià, situat a la regió del Piemont. L'any 2007 tenia 2.016 habitants. Està situat a la plana padana, dins de les Valls Occitanes. Limita amb els municipis de Barge, Revèl, Rifreddo i Sanfront.

## Administració
| Període | Identitat      | Partit        |
| ------- | -------------- | ------------- |
| 2004-   | Andrea Ribotta | Llista cívica |